# La Cosa Nostra

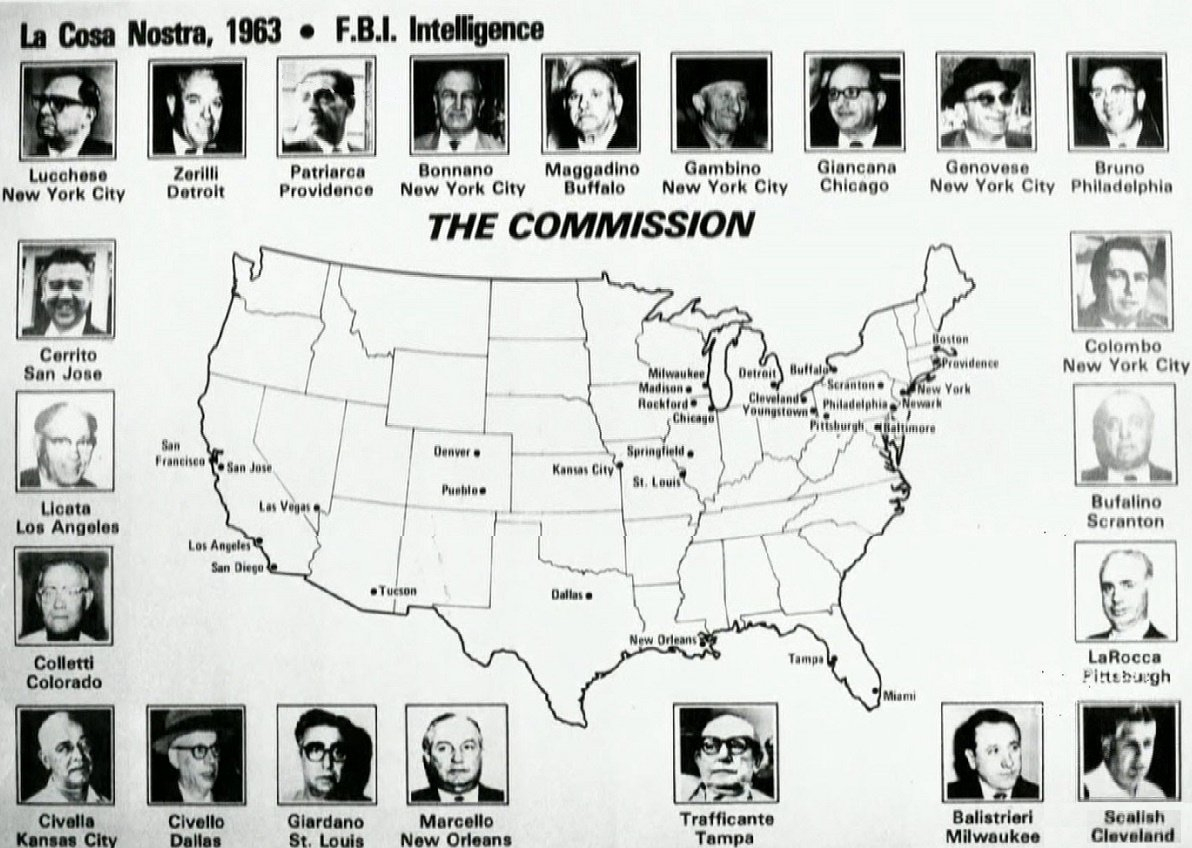
Wykonana przez FBI plansza przedstawiająca mafijnych bossów w U.S.A.

La Cosa Nostra (również Cosa Nostra; z wł. nasza rzecz lub nasza sprawa) – tajna organizacja przestępcza w USA nawiązująca do tradycji sycylijskiej mafii.

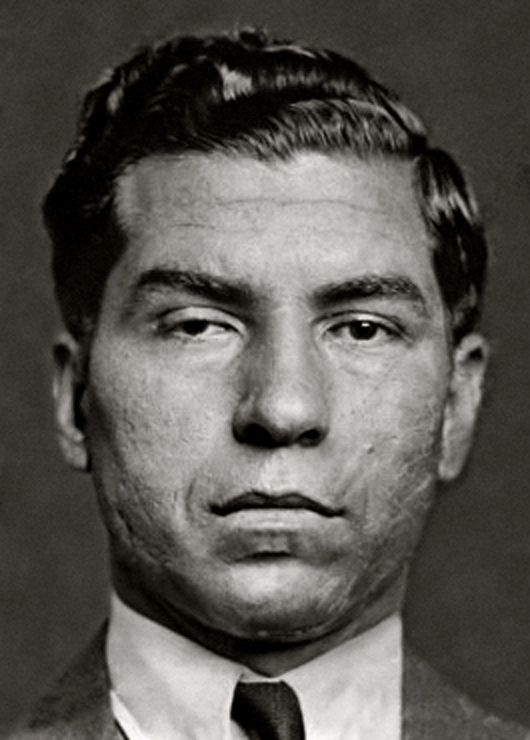
Charles „Lucky” Luciano, twórca nowoczesnej mafii w USA

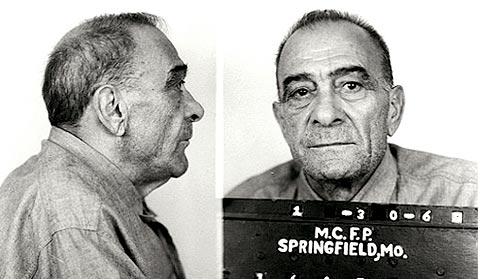
Vito Genovese boss rodziny Genovese

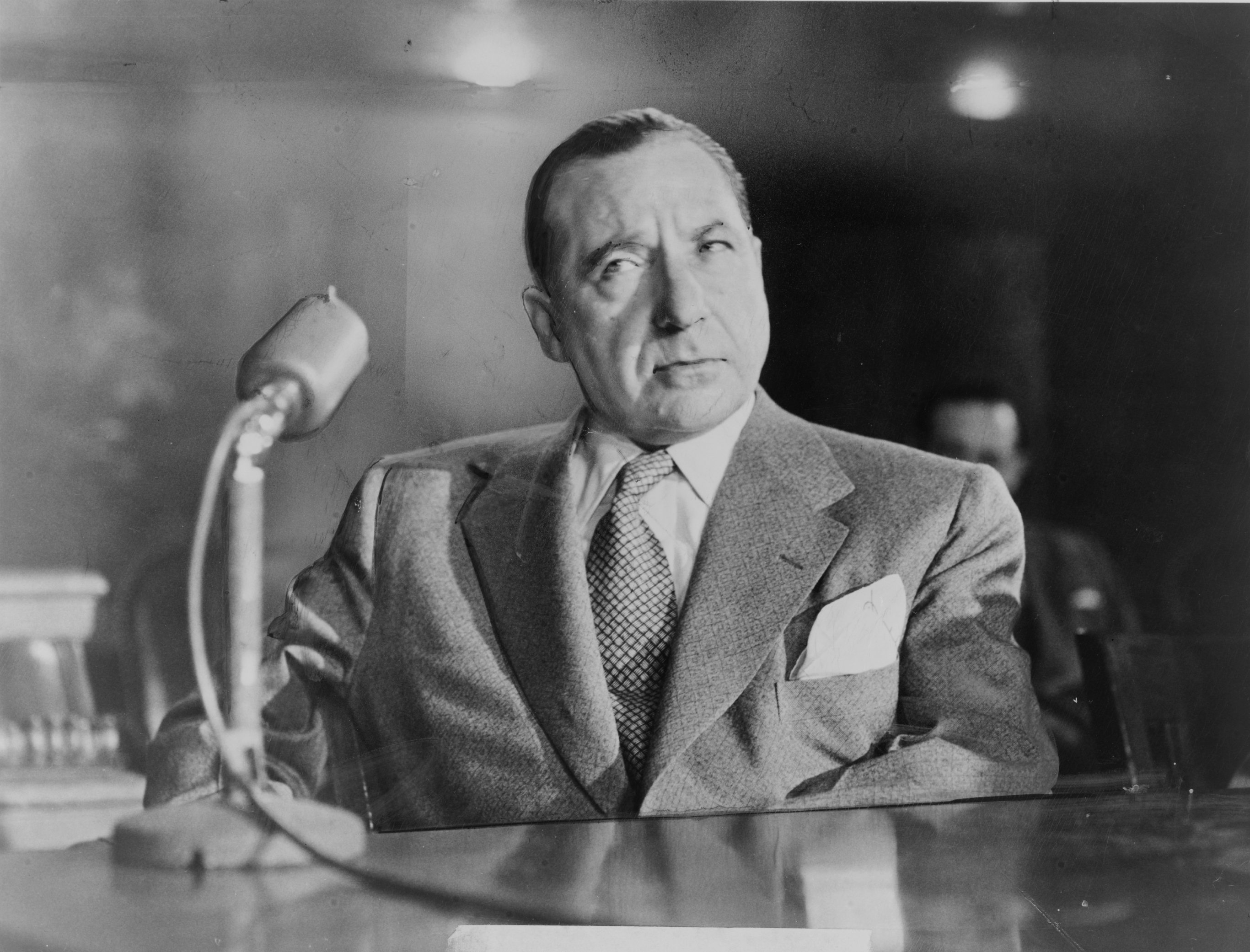
Frank Costello boss rodziny Luciano

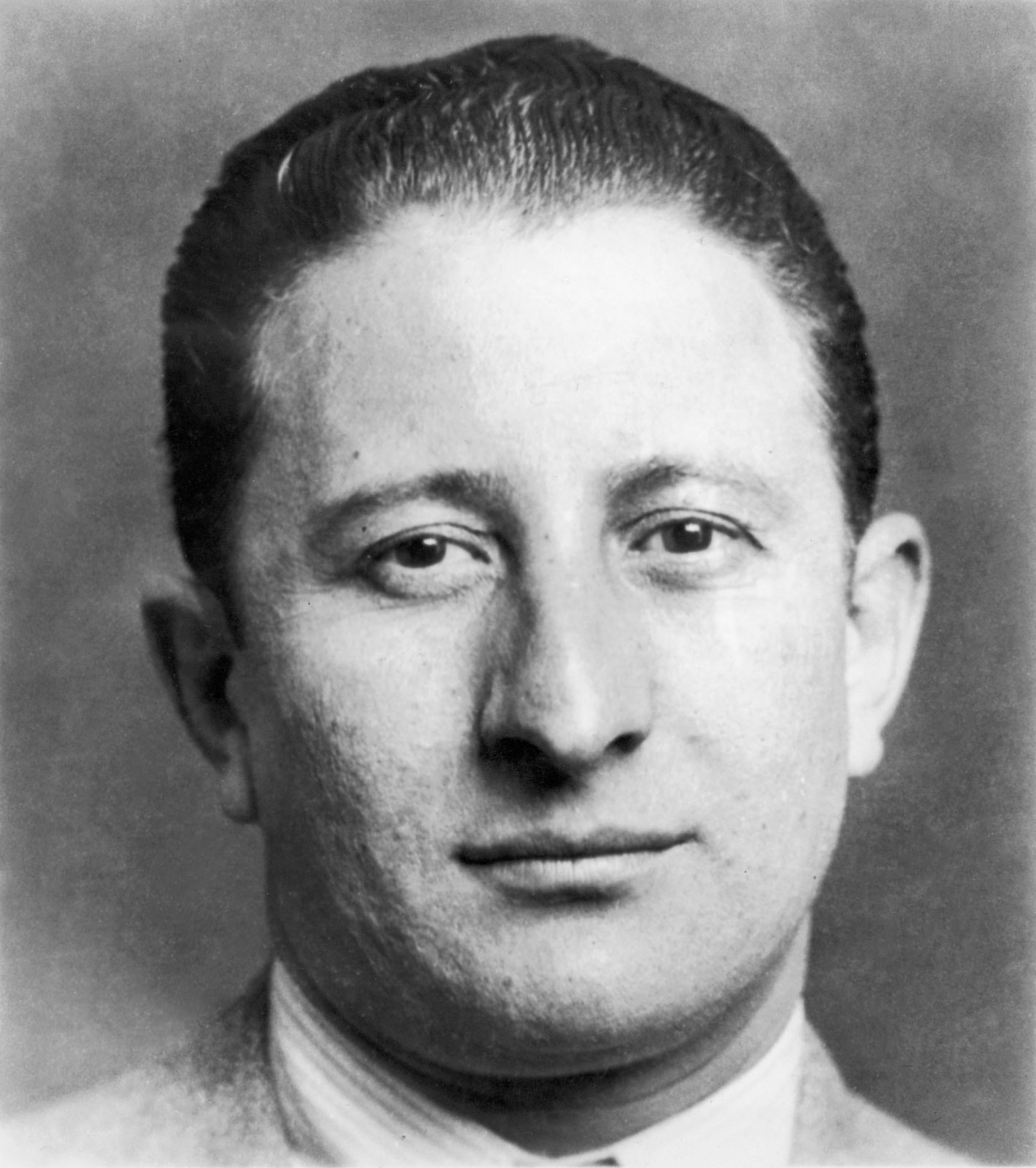
Carlo Gambino boss rodziny Gambino

Określenie zostało użyte po raz pierwszy w 1963 r. podczas składania wyjaśnień przed komisją senacką USA. Początkowo tworzyli ją włoscy imigranci przybyli do Ameryki, obecnie składa się niemal z samych rodowitych Amerykanów.
La Cosa Nostra często nazywana była zorganizowanym państwem podziemnym, a to ze względu na rozbudowaną strukturę. Składała się z ok. 24 znanych tzw. rodzin, mieszkających i działających w różnych miastach – głównie w Nowym Jorku, Filadelfii, Detroit, Kansas City czy Chicago. Każda rodzina liczy od kilkudziesięciu do nawet tysiąca członków. Kieruje nią szef (don ; capo di tutti inaczej padre capi), który ma doradcę prawnego (consigliere). Sprawami rodzin zajmuje się Komisja Syndykatu złożona z od kilku do kilkunastu członków, natomiast działalność i współpracę wszystkich rodzin wraz z innymi grupami przestępczymi (niebędącymi organizacjami mafijnymi) koordynuje Narodowy Syndykat Przestępczy. Współpracę i działalność rodzin wspomagają skorumpowane jednostki władz państwowych USA.
Działalność Cosa Nostry obejmuje wszelkie możliwe struktury społeczno-handlowe, dlatego też uważana jest za jedną z największych tego typu struktur światowych. Sprawuje ona kontrolę nad nielegalnym hazardem, prostytucją oraz „przemysłem” narkotykowym. Często działa pod przykrywką legalnych firm usługowych lub produkcyjnych (np. barów, klubów, pralni, firm ochroniarskich), wymuszając za swoje usługi (m.in. ochronę mienia, tzw. rekiet – szantaż) niewspółmiernie wysokie opłaty. Powiązania z legalnie działającymi przedsiębiorstwami pozwalają organizacji na pranie pieniędzy.